# Улица Дзержинского (Курск)
У́лица Дзержи́нского — вторая по значимости улица Курска, после улицы Ленина. Находится в пределах исторического центра города, в Центральном округе. Улица проходит из центра города на юго-запад: начинается от Красной площади и заканчивается площадью Дзержинского.
С чётной стороны улицу Дзержинского выходят улицы Радищева, Сосновская, Верхняя Луговая, Карла Либкнехта, Советская, Щепкина, Ломоносова, Чехова, Павлуновского, Чернышевского, 50 лет Октября, Беговая; с нечётной — Александра Невского, Добролюбова, Гайдара, Белинского, Дружининская, Чумаковская, Овечкина, Бочарова, Энгельса. Также в своём начале пересекается с Ендовищенской улицей.

## История
Возникла в середине XVII века как дорога на Белгород, связывающая Курск с южными городами России. В XVIII веке на Белгородской дороге были построены 2 каменные церкви: Георгиевская в 1754 году и Николаевская в 1763 году, обе были разрушены в советское время. По генеральному плану застройки Курска в 1782 году здесь была проложена улица, названная Херсонской в честь недавно основанного на Чёрном море города Херсон. Тогда же через реку Кур, разделявшую улицу на 2 части был переброшен деревянный мост, позднее заменённый на каменный. Сейчас в этом месте река заключена в подземный коллектор. В 1787 году в честь поезда через Курск Екатерины II в конце Херсонской улицы были построены триумфальные Херсонские ворота, а за ними — Херсонские шпили, определявшие границу города. В 1870 году ворота были перестроены, а в советское время — снесены. Слева от улицы простирался «Зарянский сад» доходивший до Ново-Преображенской улицы (ныне улица Красной Армии). Сад назывался так по фамилии владельца. Позже здесь располагался большой скотопригонный двор. В 1794 году на улице было построено деревянное здание малого народного училища. В XIX веке Херсонская улица была застроена красивыми каменными домами дворян и купцов, здесь же располагался большой по тем временам дом губернатора с садом и конюшней. В 1876 году на улице было построено здание землемерного училища, сохранившееся до сих пор.
5 ноября 1918 года, к первой годовщине Октябрьской революции, Херсонская улица была переименована в улицу Троцкого, а 6 января 1928 года по ходатайству коллектива завода имени Калинина была ещё раз переименована в улицу Дзержинского. Во время Великой Отечественной войны улица пострадала несильно, поэтому на ней сохранилось множество зданий довоенной и дореволюционной постройки.

## Примечательные здания и сооружения
По чётной стороне:
- № 4 (Здание не сохранилось) — дом принадлежал купчихе, потомственной почетной гражданке Н. Гладковой; разрушен во время войны 1941—1945 г.[1]
- № 12 (Здание не сохранилось) — дом В. П. Маликова, купца, бывший О. М. Сазоновой, мещанки.[2] В нем размещалась Никольская аптека после переноса из дома № 9[3]. Снесен в 1960-е гг.

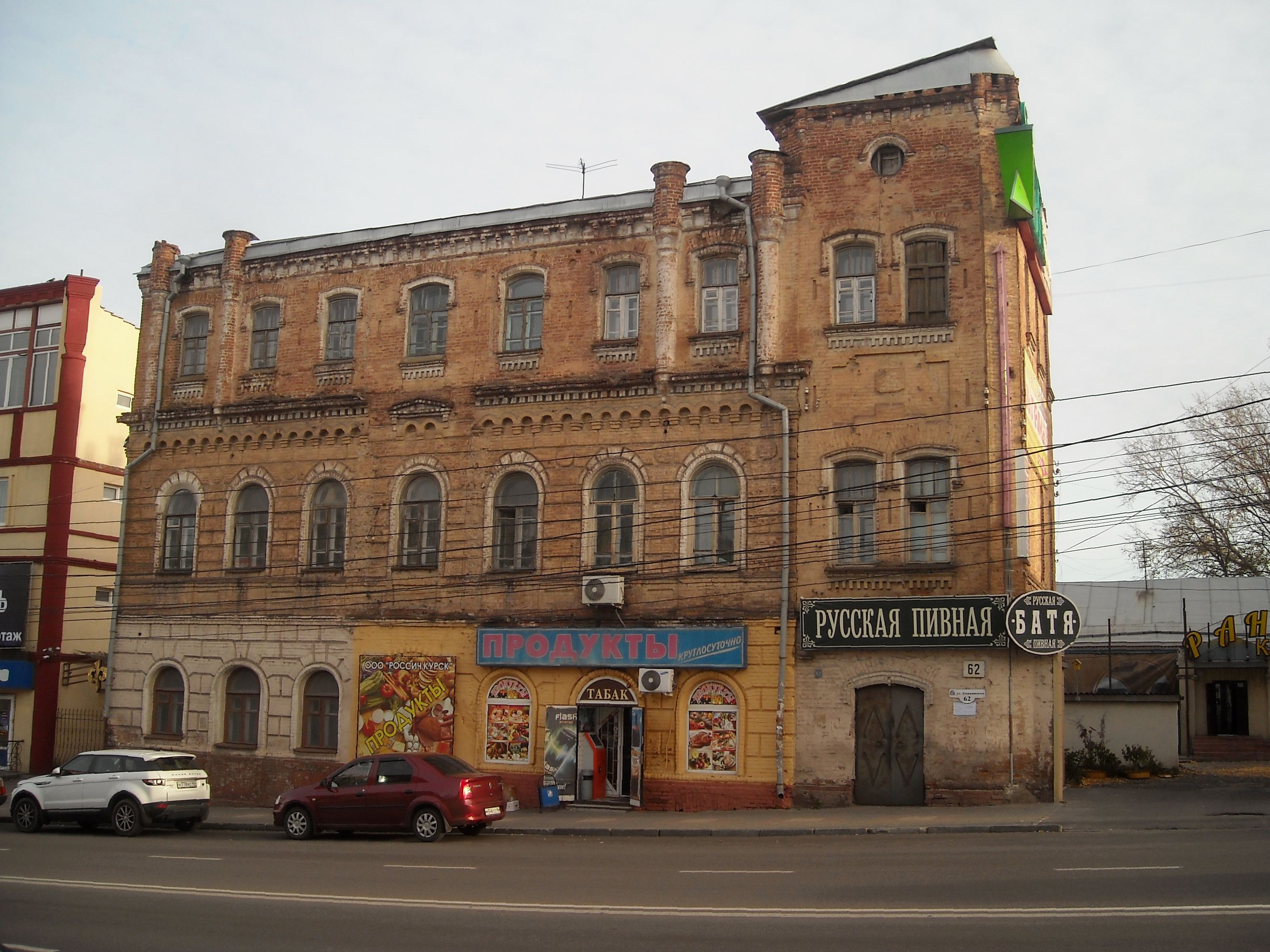
№ 62, Дом дворянина В. В. Толубеева

- № 62 — Дом дворянина В. В. Толубеева[4]. № 62, Дом дворянина В. В. Толубеева Здание входит в «Перечень объектов культурного наследия Курской области (регионального значения и выявленных объектов культурного наследия, представляющих историческую, научную, художественную или иную культурную ценность)» как памятник архитектуры, относящийся к списку выявленных[5]. Здание имеет яркую эклектическую архитектуру, характерную для конца XIX — начала XX века, с элементами стилизации под средневековую крепость. Корреспондент газеты «Курская правда» Галина Львовская так пишет об этом доме: «… Смотрю в окно. Бывший дом Толубеева. Средневековая башня. Где-то здесь плачет принцесса…»[6]. В 1913 году в доме проживал директор Общества «Курский трамвай» инженер-электрик Генрих Леонович Далебру.[7] В 2010-е годы в здании размещается Русская пивная «Батя»[8], где проходят концерты курских бардов М. Сухова и А. Баркатунова, курской группы, играющей в стиле фламенко «Lobos in Silencio»[9], лауреата фестиваля «Соловьиная Трель» Кристины Шаревич[10] (г. Белгород), и многих других исполнителей. Здание находится под угрозой разрушения. Дом входит в реестр аварийных многоквартирных домов, и подлежит расселению по программе Курской области по переселению граждан из аварийного жилищного фонда на 2013—2017 годы[11].

По нечётной стороне:
- № 9 — бывшая Никольская аптека (конец XVIII века); Двухэтажное здание на углу улиц Дзержинского и Радищева, отмеченное еще на старинных планах Курска. Когда-то здесь размещалась Никольская аптека. Своё название она получила от стоящей рядом Николаевской церкви, у которой в середине XVII века находились торговые ряды. Правда, тогда церковь была еще деревянной. В России, как и в других странах мира, в старину было принято располагать аптеки в угловых зданиях. Известные курские аптеки — Никольская, Георгиевская, Ильинская — тоже находились на первых этажах, и вход в них был с угла дома. Так аптека была видна еще издали. Как полагалось, над входной дверью, как государственный контроль, висел двуглавый орел, а внутри аптечного помещения находились рецептурная комната, лаборатория, кладовая для хранения материалов, сухой подвал, ледник, сушильня для хранения трав. Содержал Никольскую аптеку Ф. Бетнер, а провизором здесь работал К. Эртман. В конце XIX века этот дом принадлежал О. И. Рубчевской. К тому времени аптека перешла на противоположную сторону Херсонской улицы в дом О. М. Сазоновой. В начале XX века в доме № 9 работали магазины Зингера и «Модный свет». После Октябрьской революции в нем располагался магазин губсельсклада. Здесь продавались предметы крестьянского труда и быта. Этот дом был построен в конце XVIII века, когда формировались кварталы города по новому градостроительному плану, поэтому здание, несмотря на последующие его перестройки, относится к особо важным достопримечательностям Курска. К нему по улице Радищева примыкает корпус бывшей частной женской гимназии Красовской.[3].
- № 55 — здание бывшей приходской школы духовной семинарии. Сейчас здесь расположена Центральная районная больница (2-я половина XIX века) № 55, Здание приходской школы духовной семинарии.

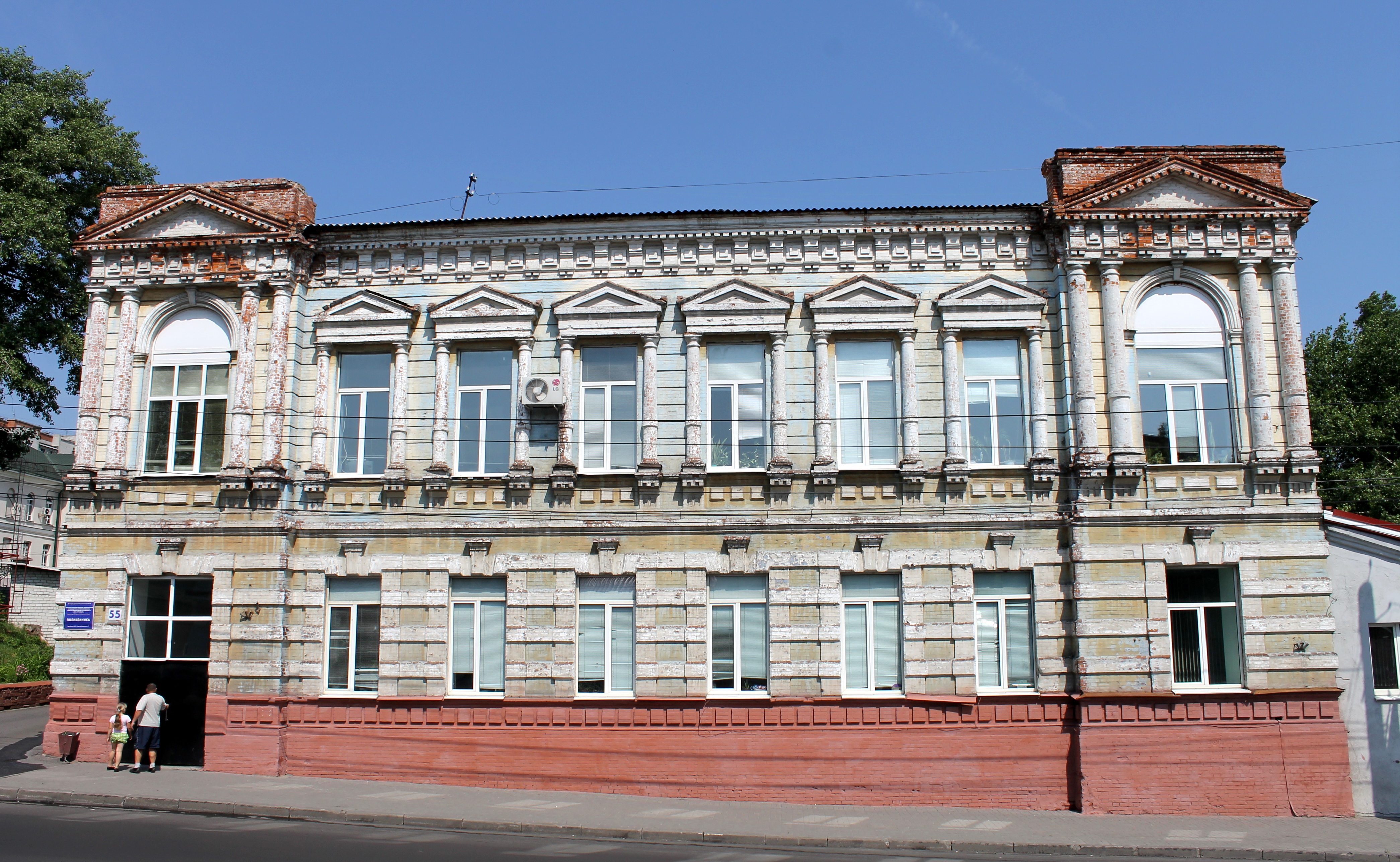
№ 55, Здание приходской школы духовной семинарии.
В настоящее время — поликлиника Курской ЦРБ.

В настоящее время — поликлиника Курской ЦРБ.